# Pakod
Pakod è un comune dell'Ungheria di 998 abitanti (dati 2001). È situato nella contea di Zala.